# بانکسیا هیزمی
بانکسیای هیزمی (نام علمی: Banksia menziesii) نام یک گونه از سرده بانکسیا است.